# Praestilbia confluens
Praestilbia confluens là một loài bướm đêm trong họ Noctuidae.